# Muntanyes Taihang

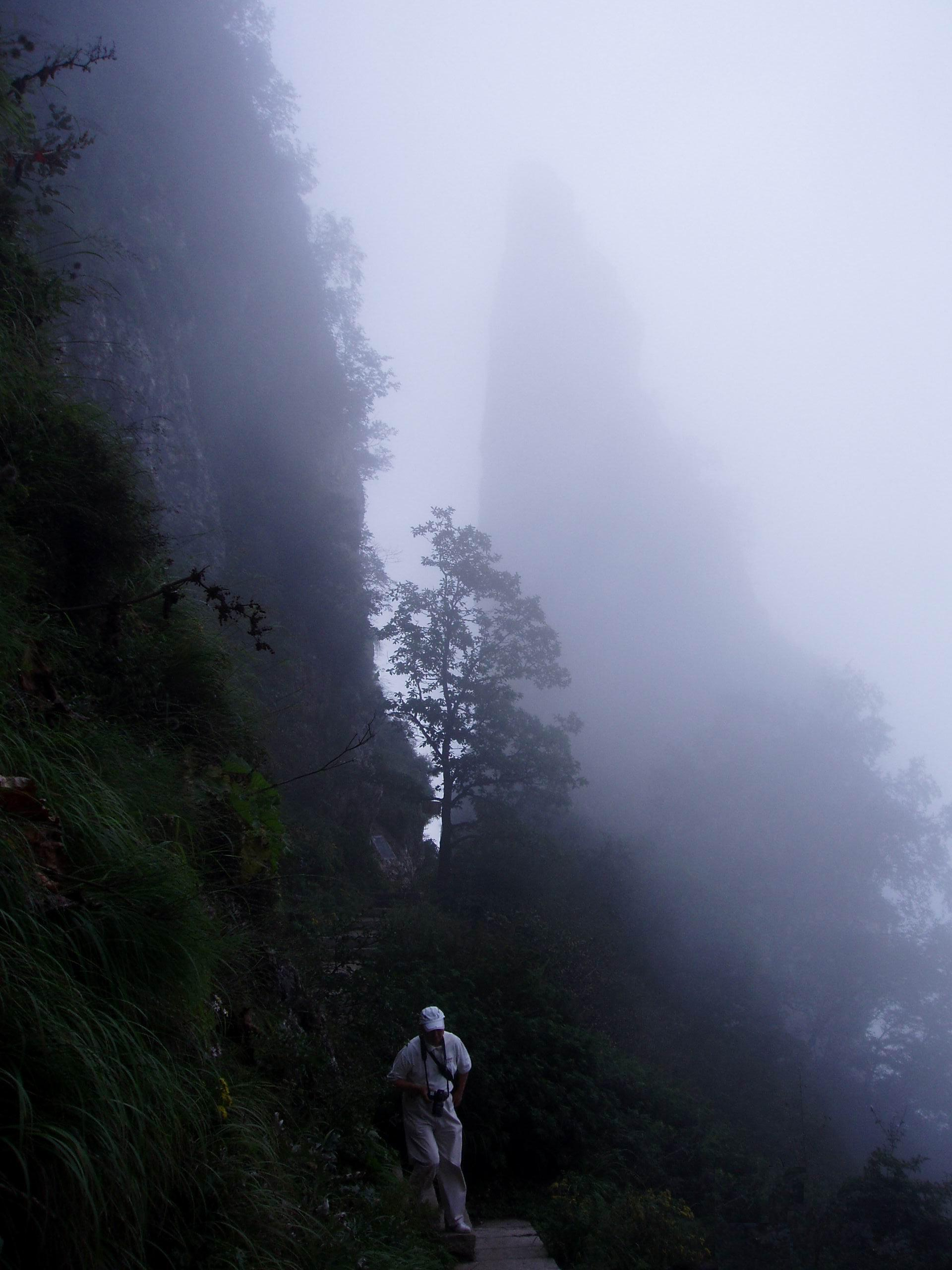
Paisatge de les muntanyes Taihang

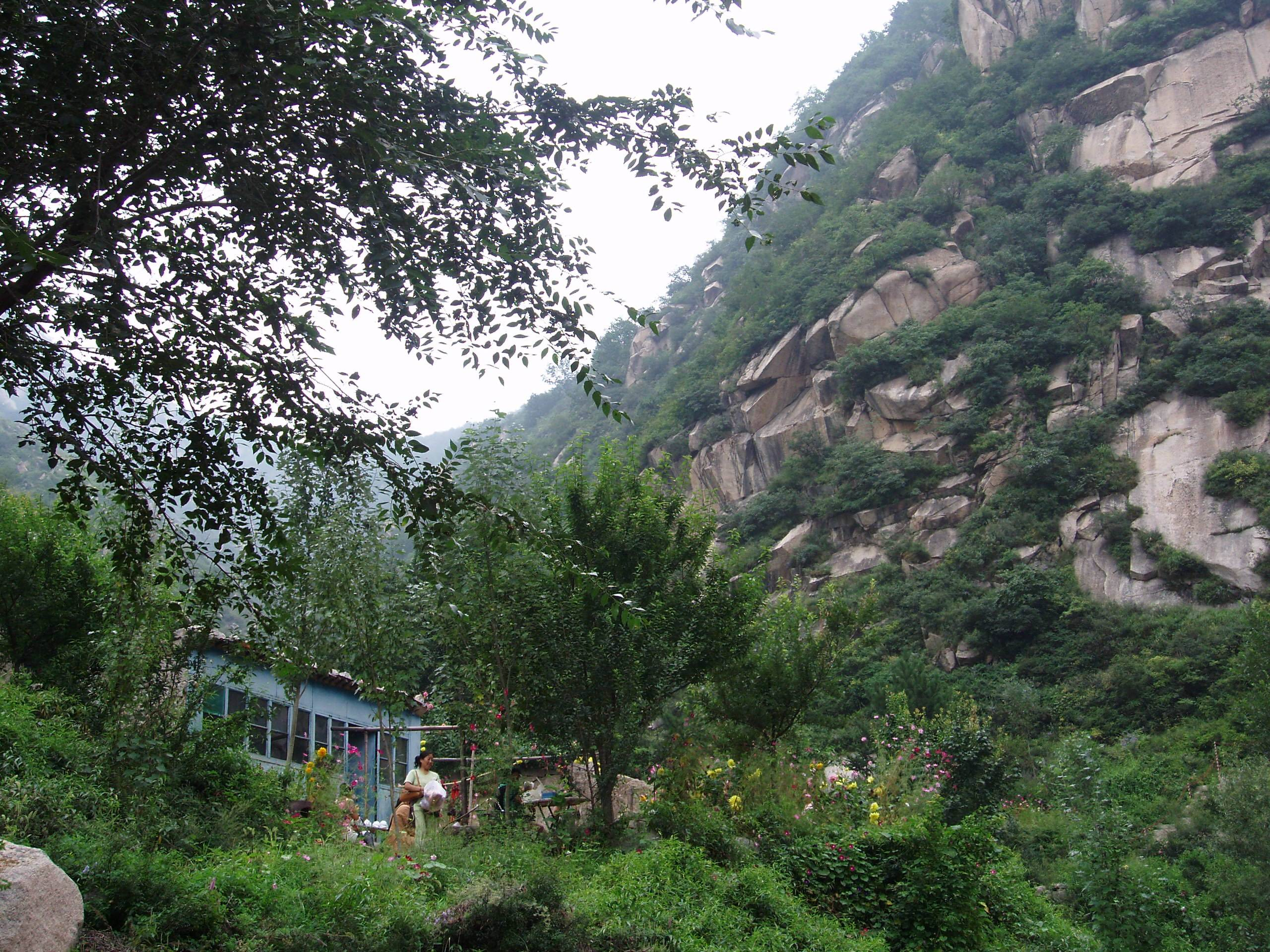
Muntanyes Taihang

Les muntanyes Taihang (en xinès: 太行山; en pinyin: Tàiháng Shān) són una serralada de muntanyes de la Xina que discorren al sud de l'altiplà de Loess a les províncies de Henan, Shanxi i Hebei. La serralada fa uns 400 km de nord a sud i la seva altitud mitjana és d'entre 1.500 a 2.000 metres. El cim més alt és Xiao Wutaishan (2,882 metres). Cangyan Shan a Hebei forma la punta més a l'est de Taihang Shan.
El nom de la província Shanxi, significa "a l'oest de les muntanyes", i deriva de la seva posició a l'oest de les muntanyes Taihang, el mateix passa amb la província Shandong (que significa a l'est de les muntanyes).
La Canal Bandera Roja es troba a la vora de les muntanyes Taihang.
El ferrocarril Shitai passa sota les muntanyes Taihang en el túnel de Taihang el qual fa gairebé 28 km de llargada i és el més llarg dels túnels de ferrocarril de la Xina.